# Bailleval

Bailleval este o comună în departamentul Oise, Franța. În 1 ianuarie 2022 avea o populație de 1.477 de locuitori.